# Hetty Treffz

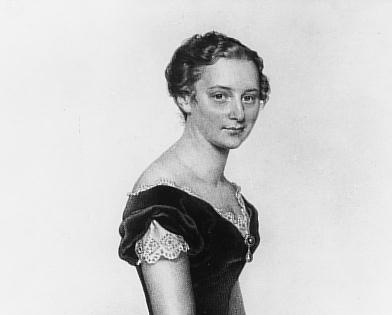
Hetty Treffz, la primera esposa de Johann Strauss (hijo)

Henrietta Treffz (nacida Henrietta Chalupetzky; Viena, 1 de julio de 1818-ibídem, 8 de abril de 1878) fue una mezzo-soprano austriaca, más conocida por ser la primera esposa de Johann Strauss (hijo).

## Vida y comienzo artístico
Fue la única hija de Joseph Chalupetzky (un orfebre vienés proveniente de una familia de origen bohemio que por generaciones habían trabajado en el 
procesamiento de oro y plata) y de Henriette Treffz (1794-1871).
Empezó a estudiar música y canto en Viena, y adoptó el apellido de soltera de su madre, Treffz, con fines profesionales. Su carrera comenzó con actuaciones en Austria en 1837, cuando debutó en el Theater am Kärntnertor, Alemania, donde en el periodo 1839-1841 actuó en el teatro de la corte de Dresde y Leipzig, y Francia.
Entre 1844 y 1848, actuó en el Theater am Kärntnertor, en el Theater in der Josefstadt y, posteriormente, en el Theater an der Wien con Jenny Lind; sin embargo, fue su aparición en una serie de conciertos en el Reino Unido junto a Johann Strauss padre lo que comenzó a darle reconocimiento. El Mundo Musical publicó en Londres el 5 de mayo de 1849: «Su hermosa voz de la calidad de mezzo-soprano se destaca por su frescura y la igualdad de tono». 
Entre 1841 y 1852, dio a luz a siete hijos ilegítimos y, hacia 1843, se convirtió en la amante del rico banquero Moritz Todesco, con quien permaneció durante los siguientes dieciocho años. Todesco, entusiasta de la música, organizó muchas veladas musicales en el salón de su casa en Viena, donde conoció a varias figuras importantes e influyentes en el mundo del arte, la música y la literatura. Lo más probable es que Henrietta fuera presentada a Johann Strauss (hijo) durante el invierno de 1861 y 1862 en una de esas veladas, aunque es posible que los dos ya se hubieran conocido dieciséis años antes durante un baile en el teatro Sträussel-Säle en el distrito de Josefstadt.

## Matrimonio con Johann Strauss II
El 27 de agosto de 1862, Henrietta, cariñosamente apodada Hetty, se casó con Johann Strauss en la catedral de San Esteban en Viena, un matrimonio que resultó ser una ventaja para el compositor desde todos los puntos de vista. Gracias al fuerte apoyo dirigido a la actividad musical de su marido y el agudo sentido para los negocios, Hetty influenció la obra de Johann elevándola a niveles significativamente más altos. No es casualidad que el periodo del matrimonio haya coincidido, para Strauss, con el de su mayor y mejor producción, en gran parte por su esposa que, dedicándose en cuerpo y alma a las actividades de su marido, se convirtió en secretaria y administradora real.
Sin embargo, su matrimonio siempre estuvo acompañado por un gran escepticismo. Los habitantes de Viena se sorprendieron con el anuncio de su matrimonio, tanto porque la novia tenía cuarenta y cuatro años entonces (unos siete años más que Strauss) y porque había muchos rumores de que la novia había sido, años antes, amante de Johann Strauss padre. La crítica también llegó a la misma familia del hermano del esposo, Josef Strauss, quien inicialmente no pudo ocultar su profunda preocupación por el inminente matrimonio. A lo largo de los años, sin embargo, el mismo Josef notó cómo sus preocupaciones eran infundadas: «Es imprescindible su presencia en la casa. Pone su firma en los documentos, revisa las partituras, se ofrece para todo, incluso en el trabajo de la cocina con tal eficiencia y bondad que es admirable», escribió Josef Strauss (hermano de Johann) en una carta dirigida a su esposa Caroline fechada el 2 de mayo de 1869.
La contribución más importante que Hetty fue capaz de dar a la producción artística de Strauss fue convencer a su marido para probar suerte en el mundo del teatro y la ópera. Fue durante este periodo que se gestó la que luego fue la opereta más popular de Johann Strauss, Die Fledermaus (El murciélago, 1874). Además, gracias a su estímulo insistente, finalmente logró para su marido el codiciado puesto de KK Hofballmusik-direktor (‘director del baile de la corte’) en 1863, luego de que se le había negado dos veces debido a su fuerte compromiso en favor de los movimientos revolucionarios durante los levantamientos de 1848.
Vivió para ver a su marido obtener pequeños pero alentadores logros en el campo de la opereta. Después de un ataque al corazón, murió a las 23:30 del 8 de abril de 1878. Fue enterrada en el cementerio de Hietzing, pero Strauss no asistió al funeral y se encargó de todo su hermano Eduard Strauss.
Siete semanas más tarde, Johann Strauss se casó con la joven actriz Henriette Ernestine Angelika Dittrich el 28 de mayo de 1878.